# هيرفي وايت
هيرفي وايت (بالإنجليزية: Hervey White)‏ (1866، آيوا في الولايات المتحدة - 1944)؛ شاعر وروائي أمريكي.